# Picturedisc
Een picturedisc is een grammofoonplaat met een afbeelding op het afspeelgedeelte.

## Kenmerken
De groeven bevinden zich bij een picturedisc op een dunne plastic laag boven op de plaat waaronder een afbeelding is geplaatst. Hierdoor is de levensduur en de geluidskwaliteit een stuk lager dan een gewone grammofoonplaat.
De picturedisc is vaak duurder dan een normale grammofoonplaat. De prijs is meestal afhankelijk van de hoeveelheid geperste exemplaren en de zeldzaamheid van de afbeelding die erop is geperst. 
Picturediscs zijn daarnaast ook dikker en zwaarder dan normale grammofoonplaten.
In discotheken worden nog met regelmaat picturediscs gedraaid omdat veel dansmuziek op dit soort platen exclusief voor dj's worden geperst.
Doordat de platen zwaarder zijn, is het even wennen voor een dj om de plaat correct in te gooien op de beat van de andere plaat. Dit komt doordat de plaat door zijn gewicht langzamer op gang komt dan normale platen. Dit effect kan teniet worden gedaan door de plaat een zachte duw te geven bij het ingooien, of de plaat na het ingooien direct bij te sturen.
Gezien de heropleving van vinyl wordt de muziek van huidige popartiesten (21e eeuw) vaak ter promotie op 7-inch picturediscs uitgebracht.
Picturediscs ziet men veel in de dancescene, maar ook worden ze vaak geperst in gelimiteerde oplage binnen de heavy-metalscene. Deze worden dan vaak collector's items of limited editions genoemd. 
De hardrockgroep Kiss heeft een reeks soloalbums als picturedisc uitgebracht in 1978. Hierop staan de bandleden ieder met hun hoofd op 1 disc aan beide kanten afgebeeld.
Andere populaire picturediscs waren die van Samantha Fox waarop ze (deels) naakt was afgebeeld en van Iron Maiden waar vaak hun mascotte "Eddie" op was afgebeeld.

## Shaped picturediscs
De shaped picturedisc is technisch gelijk aan een gewone picturedisc alleen is deze in een bepaalde vorm geperst en uitgesneden. Band Aid heeft in 1984 een versie van "Do They Know It's Christmas?" uitgebracht in de vorm van het continent Afrika.  